# Universiti Sains Islam Malaysia
Universidade Islâmica Ciência da Malásia (em Malaio: Universiti Sains Islam Malaysia - USIM) é uma universidade pública localizada em Nilai, Negeri Sembilan, Malásia. USIM é a primeira universidade islâmica na Malásia e da universidade pública no país.

## História

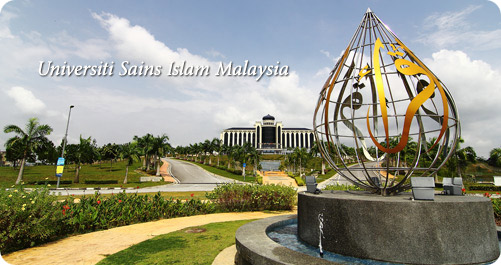
Campus da USIM, Bandar Baru Nilai, Negeri Sembilan

Antes de mudar seu nome para Universiti Sains Islam Malaysia, a USIM era conhecido como Kolej Universiti Islam Malaysia (Colégio Universidade Islâmica da Malásia - KUIM).

## Faculdades

### Campus Principal
- Faculdade de Estudos Al-Quran e Sunnah (FPQS)
- Faculdade de Sharia e Leis (FSU)
- Faculdade de Lideranças e Gestão (FKP)
- Faculdade de Estudos Principais Línguas (FPBU)
- Faculdade de Ciência e Tecnologia (FST)
- Faculdade de Economia e Muamalat (FEM)

### Campus de Pandan Indah
- Faculdade de Medicina e Ciências Saúde (FPSK)
- Faculdade de Odontologia (FPg)